# 네모토 유이치
네모토 유이치(일본어: 根本 裕一, 1981년 7월 21일 ~ )는 일본의 전 축구 선수이다.

## 구단 경력
과거 가시마 앤틀러스, 세레소 오사카, 베갈타 센다이, 오이타 트리니타, 제프 유나이티드 지바, 츠바이겐 가나자와에서 활동하였다.

## 국가대표팀 경력
그는 2002년 아시안 게임에 참가할 일본 U-23 국가대표팀에 발탁되었으며, 은메달 획득에 기여했다.